# Tibouchina wasshausenii
Tibouchina wasshausenii är en tvåhjärtbladig växtart som beskrevs av John Julius Wurdack. Tibouchina wasshausenii ingår i släktet Tibouchina och familjen Melastomataceae. Inga underarter finns listade i Catalogue of Life.